# Untersuchungsausschuß Freiheitlicher Juristen
Der Untersuchungsausschuß Freiheitlicher Juristen (UFJ) war eine im Oktober 1949 in West-Berlin gegründete und von der CIA finanzierte und gesteuerte deutsche Menschenrechtsorganisation, die sich der Aufdeckung rechtsstaatswidriger Verhältnisse in der DDR widmete. Der UFJ wurde am 25. Juni 1969 in das Gesamtdeutsche Institut integriert.

## Geschichte
Der UFJ wurde formal als Bestandteil der Vereinigung Freiheitlicher Juristen der Sowjetzone e. V. in Berlin-Lichterfelde gegründet. Diese Vereinigung wurde eigens ins Leben gerufen, weil die US-Militäradminstration (OMGUS) keinen „Untersuchungsausschuss“ lizenzieren wollte.
Es existieren gegensätzliche Auffassungen über die ursprüngliche Initiative zur Bildung des UFJ. David Murphy, damals Chef der Berliner Operationsbasis der CIA, schreibt die Idee zur Gründung des UFJ dem CIA-Offizier Henry Hecksher zu. Demnach hat Henry Hecksher zum Aufbau der Organisation den als Rechtsanwalt in Belzig arbeitenden Horst Erdmann angeworben, der unter dem Pseudonym Dr. Theo Friedenau in einer Westberliner Zeitschrift Aufsätze über die SBZ veröffentlichte. Demgegenüber wird von dem späteren stellvertretenden Leiter des UFJ, Siegfried Mampel, die Überzeugung vertreten, dass Horst Erdmann als Initiator zur Gründung des UFJ gesehen werden muss.
Unstrittig ist dagegen, dass der Leiter des UFJ, Horst Erdmann, in enger Verbindung zum CIA stand und die Finanzierung in den ersten Jahren ausschließlich durch die CIA erfolgte. Eine solche Verbindung wurde von Horst Erdmann stets abgestritten. Zum Zeitpunkt der Gründung des UFJ war die NS-Vergangenheit und die Hochstapelei von Erdmann der Öffentlichkeit noch unbekannt.
Der UFJ sammelte systematisch Zeugenaussagen und Indizien zu Unrechtshandlungen in der DDR und erteilte allgemeine rechtliche Beratung für Besucher in West-Berlin, die sich ab 1951 in der UFJ-Zentrale in der Limastraße 29 einfanden. Die Berichte von Besuchern über andere Personen sowie über Ereignisse und die Situation in ihrem Umfeld wurden sorgsam zusammengestellt. Der UFJ interessierte sich auch für Großbaustellen, Flug- und Truppenübungsplätze und damit verbundene Einzelheiten, wie Art und Qualität der verwendeten Baustoffe, Lage und Länge von Landebahnen. Interesse bestand auch an den Produktionsergebnissen von Industriebetrieben und Angaben zu namhaften Personen. Viele Besucher konnten auch zur regelmäßigen Mitarbeit angeworben werden.
Der UFJ betrieb eine Erfassungsstelle im Notaufnahmelager Marienfelde, wo Flüchtlinge aus der DDR routinemäßig über Fluchtgründe und Fluchtwege befragt wurden. In Frankfurt am Main verfügte er über eine Außenstelle. Der UFJ arbeitete auch mit dem Radiosender RIAS zusammen. Über den Radiosender wurden in regelmäßigen Abständen vom UFJ zusammengestellte Listen mutmaßlicher Stasi-Spitzel verlesen.
Ab 1950 gab der UFJ Informationsbriefe, ab 1952 Dokumentationen und ab 1953 regelmäßige Berichte über Menschenrechtsverletzungen heraus. Seit 1961 veröffentlichte er das Lexikon SBZ-Biografie. Der UFJ und hier besonders das Hilfskomitee politischer Häftlinge in der Sowjetzone, eine Unterorganisation des UFJ, unterhielt seit 1960 Kontakte zur Menschenrechtsorganisation Amnesty International. Der erste Menschenrechtsbericht von ai 1966 über Politische Gefangene in der DDR war durch die Unterstützung des UFJ entstanden.
Der UFJ führte eine Belastetendatei und eine Beurteilungsdatei über DDR-Funktionäre. Diese Dateien umfasste nach zehn Jahren UFJ-Tätigkeit 1959 rund 100.000 Personen. Auf der Grundlage der gesammelten Informationen verfasste der UFJ Anklageschriften in Flugblattform über die Staatsführung und hohe Staatsfunktionäre. Insgesamt wurden 26 bis 30 solcher Anklageschriften mit einer Auflagenstärke von 10.000 Exemplaren herausgebracht. Außerdem wurden Warnlisten mit Warnungen vor Personen aus allen Berufsgruppen verteilt. An Personen, die dem UFJ als systemnah galten, wurden Drohbriefe versandt. Bei dünner Informationslage waren diese Briefe sehr unspezifisch formuliert.
Für DDR-Bürger erschienen Rechtsratschläge, DDR-Anwalts- und Rechtsbeistandsverzeichnisse und Zeitungen, die heimlich in die DDR geschmuggelt wurden. Auch durch Ballonaktionen, Plakate und Graffiti machte der UFJ in der DDR auf sich aufmerksam. Die SED sollte sich „auf Schritt und Tritt beobachtet fühlen und wissen, dass das Recht nicht tot ist“, so ein UfJ-Mitarbeiter. In den 1950er Jahren wurden auch Kindesentführungen aus der DDR vom UfJ organisiert.
Das DDR-Ministerium für Staatssicherheit betrachtete den UFJ als Diversions- und Spionageorganisation und versuchte ihn zum Teil mit Erfolg zu infiltrieren. Etliche Personen wurden verhaftet und in Schauprozessen verurteilt. Großes Aufsehen erregte der Fall des UFJ-Mitarbeiters Walter Linse aus Berlin-Lichterfelde. Er war mit der Vorbereitung eines Internationalen Juristen-Kongresses in Berlin beschäftigt, aus dem die Internationale Juristenkommission hervorging. Linse wurde im Juli 1952 nach Ost-Berlin verschleppt und im Dezember 1953 im Moskauer Butyrka-Gefängnis hingerichtet.
Der UFJ strebte es an, Einfluss auf behördliche Entscheidungen zu nehmen. Obwohl er eine private Organisation war und seine Informationen teils auf Denunziationen beruhten, gingen Behörden dazu über, Personalgutachten über DDR-Flüchtlinge beim UFJ anzufragen. Auch einige Firmen fragten vor der Einstellung von Flüchtlingen Personalgutachten beim UFJ an. Allein 1955 erstellte der UFJ nach eigenen Angaben 8900 solcher Gutachten.
Weitgehend erfolglos blieb der UFJ in seiner Bemühung, seine Untersuchungsergebnisse von Strafverfolgungsbehörden als offizielle Ermittlungsergebnisse anerkennen zu lassen. Die Berliner Staatsanwaltschaft verzichtete auf die vom UFJ angebotenen Dienste. Dem UFJ war es nicht gelungen, ausreichend Vertrauen auf seine Materialien über Straftaten in der DDR zu schaffen. Nach dem Mauerbau 1961 wurde in der Bundesrepublik die staatliche Zentrale Erfassungsstelle der Landesjustizverwaltungen in Salzgitter gegründet. Den Status dieser Behörde hatte der UFJ vergeblich für sich beansprucht.
Der UFJ wurde zunächst vom amerikanischen Nachrichtendienst CIA finanziert, dann aber zunehmend und ab 1960 ausschließlich aus Mitteln des Bundesministeriums für gesamtdeutsche Fragen. 1969 wurde die Eigenständigkeit des UFJ beendet und die Organisation in das Gesamtdeutsche Institut des Bundesministerium für innerdeutsche Beziehungen überführt.
Leiter war ab 1949 der als Rechtsanwalt arbeitende Hochstapler Horst Erdmann, der den Decknamen „Dr. Theo Friedenau“ führte. Er musste im Juli 1958 wegen unberechtigter Titelführung und verschwiegener HJ-Verstrickungen zurücktreten. Sein Nachfolger wurde Walther Rosenthal (1917–1987).

## Publikationen des UFJ
Der UFJ gab einen Pressedienst heraus sowie ab 1957 zwei Periodika:
- die Monatszeitschrift Deutsche Fragen (die vorher Aus der Zone des Unrechts hieß).
- die rechtswissenschaftliche Zeitschrift Recht in Ost und West, Zeitschrift für Rechtsvergleichung und interzonale Rechtsprobleme (später für innerdeutsche Rechtsprobleme); sie wurde von Götz Schlicht herausgegeben.

Weitere Publikationen:
- Ehemalige Nationalsozialisten in Pankows Diensten, Berlin-Zehlendorf, 1965, 101 Seiten
- Wer ist wer in der SBZ? Ein biographisches Handbuch. Zusammengestellt vom Untersuchungsausschuss Freiheitlicher Juristen Berlin. Verlag für internationalen Kulturaustausch, Berlin-Zehlendorf 1958 (307 Seiten)
- SBZ-Biographie. Ein Nachschlagebuch über die Sowjetische Besatzungszone Deutschlands. Zusammengestellt vom Untersuchungsausschuss Freiheitlicher Juristen Berlin. Hrsg. vom Bundesministerium für Gesamtdeutsche Fragen. Bonn, Berlin 1961 (396 Seiten); 3. Aufl. 1964 (406 Seiten); Nachdruck der 3. Aufl. 1965 (407 Seiten).